# دو مجسمه ممنون
دو تندیس ممنون (عربی: تمثالا ممنون)، یا مجسمه‌های غول پیکر دو تندیس بسیار بزرگ است که حوالی سال ۱۳۵۰ قبل از میلاد ساخته شده‌اند و یک معبد بجا مانده از فرعون (آمنهوتپ سوم)، واقع در طیبه غربی در مصر باقی می‌باشد. این معبد متعلق به آمنحوتپ یکی از پادشاهان سلسله هیجدهم است که قدرتمندترین خانواده پادشاهان در تاریخ مصر باستان است.
ارتفاع یکی از این مجسمه‌ها تا ۱۹ متر و ۳۰ سانتی‌متر است و علت اینکه نام یونانی (ممنون) بر روی آنها گذاشته شده به این بر‌می‌گردد که هنگامی که مجسمه شرقی ترک خورده و صدایی از آن برخاسته بود و آنرا به قهرمان افسانه‌ای (ممنون) تشبیه کرده بودند، که در جنگ طراوده کشته شده بود و مادرش (أیوس)، الهه سپیده دم هر روز صبح او را فرا می‌خواند و اشکهای ندامتش سرازیر می‌شد.

## آواز طلوع آفتاب
در قرن اول قبل از میلاد، حدود ۱۳۰۰ سال پس از ایجاد مجسمه‌ها، برخی از قطعات آنها شکسته شد و مجسمه چپ ترک خورده بود. هنگامی هوا در سپیده دم از میان این شکاف‌های پر از خاک عبور می‌کرد، صدایی شنیده می‌شد با توجه به سطح آگاهی حاکم در آن زمان، ادعا می‌کردند که مجسمه با طلوع خورشید آواز می‌خواند و این پدیده عجیب و غریب را به صورت کتبی در پای مجسمه ثبت کردند.
امپراتور روم «هادریان» و همسر او ویبیا سابینا بنا بر روایاتی چند روز را در کنار مجسمه سپری کردند تا به راز آن پی ببرند علاوه براین بسیاری از بزرگان و مورخان و ۸ تن از حکام آن زمان مصر در زمان روم باستان اقدام به ثبت نام خود بر روی مجسمه کردند.
به دلیل گسترش و رشد افسانه‌هایی که حول این دو مجسمه نوشته شده بود، یکی از امپراتوران تُرک آن زمان اقدام به ترمیم ترک خوردگی‌ها نمود تا صدا را برای همیشه متوقف کند، و این پدیدۀ عجیبی بود که تا سالها باعث حضور توریستها و بازدیدکنندگان و مسافران به مصر می‌شد.
این دو مجسمه متعلق به پادشاه آمنهوتپ سوم یکی از پادشاهان سلسله هجدهم_ از سلسله‌های قدرتمند در تاریخ مصر باستان_ میباشند.

## نگارخانه

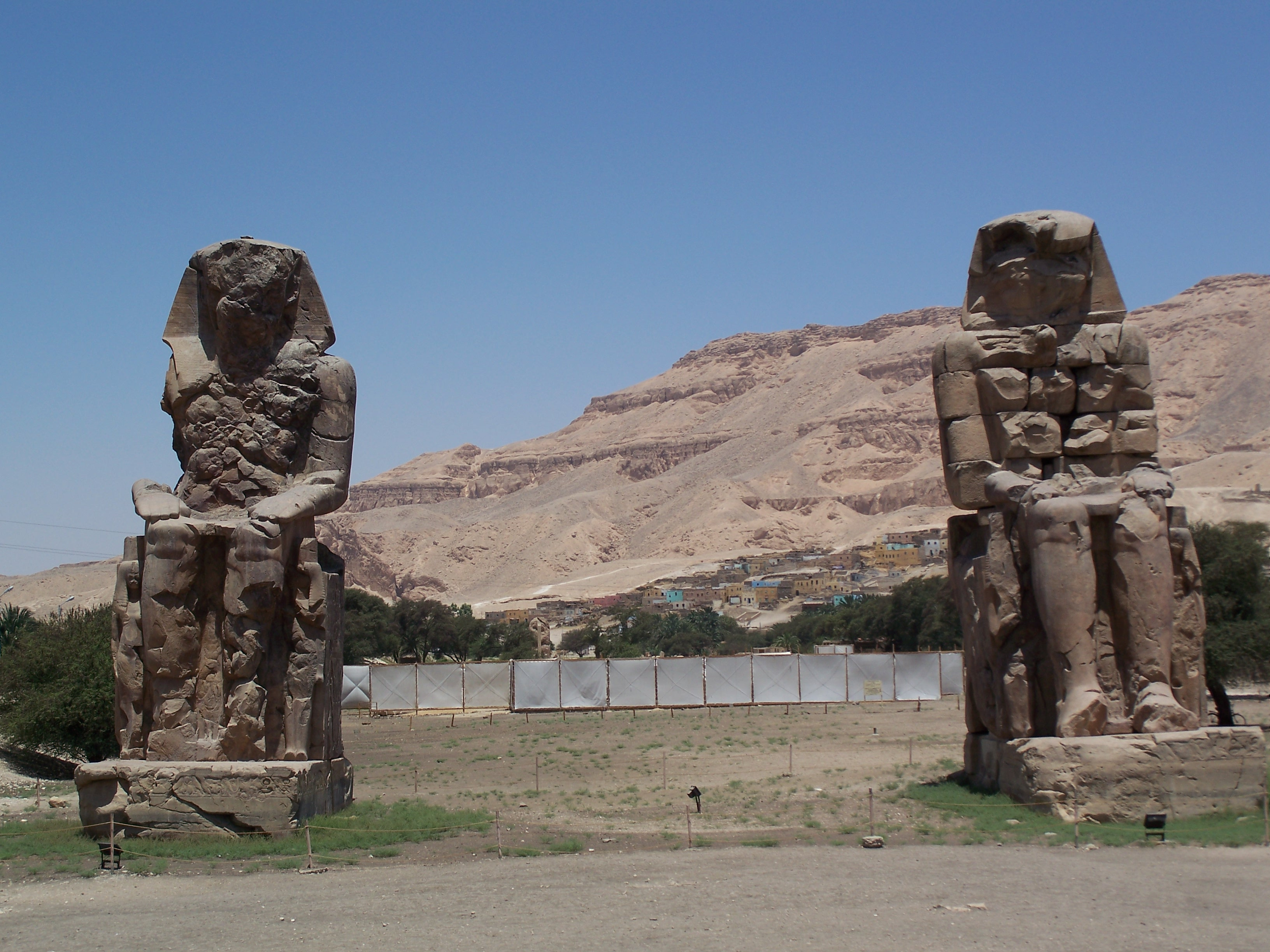
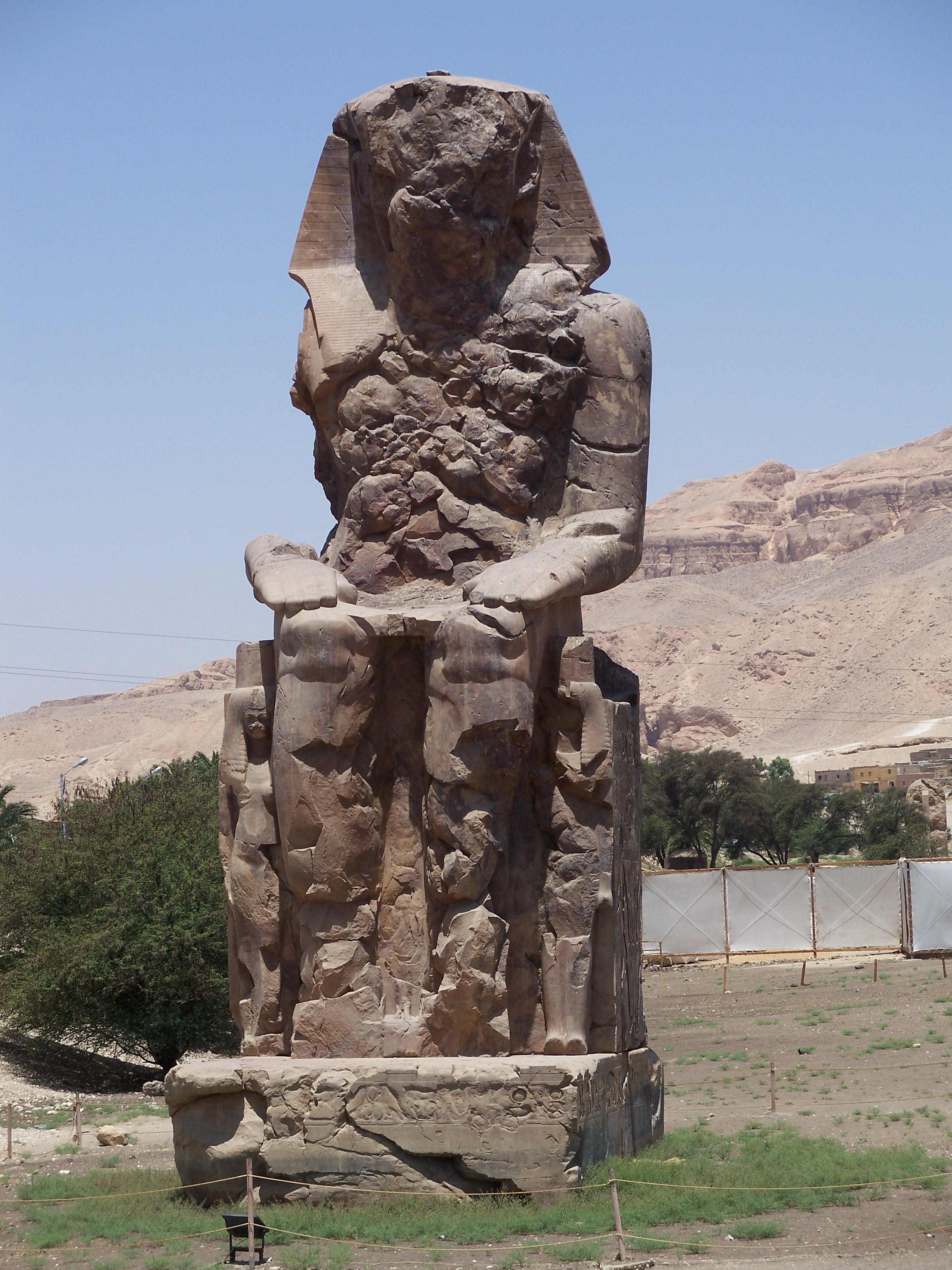
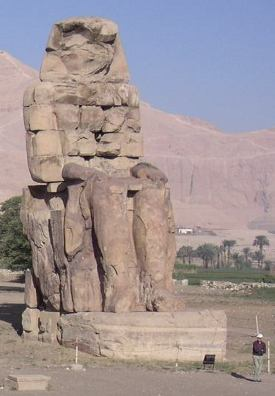
.
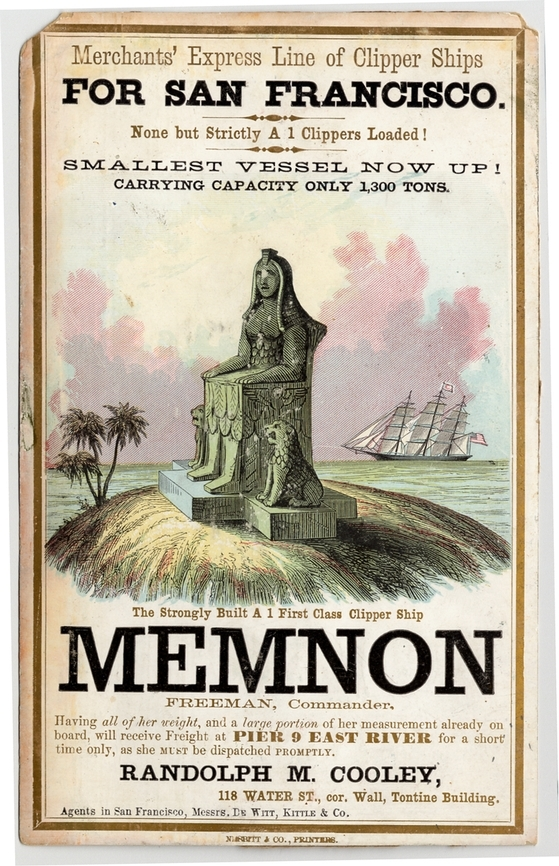